# Facultad de Medicina de la Universidad Libre (Colombia)
Con el nombre de Facultad de Medicina también suele llamarse al Programa de Medicina de la Universidad Libre de Colombia seccional Barranquilla pero, el nombre de la facultad es Facultad de Ciencias de la Salud además, la Facultad no incluye solamente el Programa de Medicina sino cuatro Programas más, como más adelante se describe.
La Universidad Libre es una institución de educación superior, constituida en 1923 gracias a la iniciativa el General Benjamín Herrera, su sede principal está localizada en Bogotá, y cuenta con sedes en Barranquilla, Cali, Cartagena, Pereira, Cúcuta, y El Socorro. En la ciudad de Barranquilla, la universidad inició labores en 1956 con la Facultad de Derecho, y en 1974 se funda la Facultad de Medicina, que posteriormente en 1994 pasa a denominarse Facultad de Ciencias de la Salud gracias a la apertura de los programas de Bacteriología, Fisioterapia, Instrumentación Quirúrgica y Microbiología, que pasaron a acompañar al Programa de Medicina ya existente.

## Historia de la Facultad y el Programa
Con el objetivo de brindar a toda la Región Caribe, una Educación Superior ajustada a la economía del País y de todos los ciudadanos, surge la necesidad de abrir una escuela formadora de Médicos que permitiera el ingreso de todo aquel joven interesado y con la ilusión de ser un Profesional de la Salud, que con los límites económicos de las pocas escuelas de Medicina existentes, les era casi imposible, es así como en el mes de septiembre del año 1974, comenzó actividades la Facultad de Medicina en la Universidad Libre Seccional Barranquilla.
Dando respuesta a esta gestión administrativa, la junta del ICFES mediante Acuerdo N° 110 de 1974, otorga Licencia de Funcionamiento y según Resolución N° 2519 del 16 de diciembre 1983, emanada del mismo Instituto, aprueba el Programa de Medicina.
Con la apertura en 1994 de los programas de Fisioterapia, Bacteriología, Microbiología e Instrumentación Quirúrgica, la Facultad de Medicina se convirtió en la Facultad de Medicina y Ciencias de la Salud.

### Los Fundadores
Por la iniciativa de algunos de los prestantes médicos de Barranquilla, se creó la Facultad de Medicina de la Universidad Libre de Colombia, los fundadores son:
| - Arturo Álvarez Hernández - Luís Padilla Drago - Hernando Álvarez Bolaño - Calixto Manotas Pertuz - Lorenzo Solano Peláez - Darío Samper - Julio Mario Llinas - José Insignares Canedo | - José Antonio Aldana - Manuel Urina Daza - Issa Abuchaibe Abuchaibe - Antonio Lozada Aduen - Fermín Zulbarán Barraza - Francisco Sales Sales - Luís Abuchaibe Abuchaibe - Arístides Charris Gallardo | - Camilo Monroy Romero - Marcos Mendoza - Alberto Jamis Muvdi - Remberto Racedo García - Carlos Hernández Sáenz - Alejandro Ariza Román - Moisés Levy - Francisco Bernal Consuegra - Antonio Beltrán Galindo |

### El Programa en la actualidad
Finalizando el siglo XX, se inician los Postgrados Médico-Quirúrgicos con las especializaciones en:
Medicina Interna, Cirugía General, Ginecología y Obstetricia, y Pediatría.
Durante la primera década del siglo XXI, la Facultad de Medicina y Ciencias de la Salud de la Universidad Libre de Colombia seccional Barranquilla aumenta sus programas de postgrados con la incorporación de las especializaciones en:
Auditoría en Servicios en Salud, Salud Ocupacional, Gerencia de Servicios de Salud, Acondicionamiento Físico para la Salud; y la maestría de Microbiología Molecular.